# Paolo Costella
Paolo Costella (* 19. Februar 1964 in Genua) ist ein italienischer Regisseur und Drehbuchautor.

## Leben
Costella begann 1984 als Regieassistent, oftmals für Enrico Oldoini und schrieb seit 1987 Drehbücher. Er arbeitete als freier Journalist und begann Mitte der 1990er Jahre mit dem Inszenieren von Kurzfilmen, denen 1998 einige Episoden für Fernsehserien folgten. Im Jahr darauf legte er sein Kinodebüt vor. Weitere Arbeiten folgten, darunter ein Dokumentarfilm über Pier Paolo Pasolini, die Fernsehserie Fratelli Benvenuti und der 2010 entstandene Kinofilm A Natale mi sposo.

## Filmografie (Auswahl)

### Regie
- 1995: I love Ornella Muti (Kurzfilm)
- 1999: Tutti gli uomini del deficiente
- 2002: Amore con la S maiuscola
- 2010: A Natale mi sposo

### Drehbuch
- 1991: Carne – Fleisch (La carne)
- 2020: Gli anni più belli